# Zentralverband Zoologischer Fachbetriebe Deutschlands
Der 1947 gegründete Zentralverband Zoologischer Fachbetriebe e. V. (ZZF) ist ein Zusammenschluss von mehreren hundert Mitgliedsbetrieben aus dem Zoofach-Einzelhandel, Tier-Großhandel und der Industrie und hat seinen Sitz in Wiesbaden.

## Aufgaben
Er vertritt die beruflichen, wirtschaftlichen und sozialpolitischen Interessen seiner Mitglieder und informiert gezielt über die wirtschaftlichen und rechtlichen Rahmenbedingungen für die Zoofachbranche in Deutschland.
Die Förderung des Tierschutzes im Zoofachhandel, die Aufklärung über eine artgerechte Heimtierhaltung sowie das Engagement für den Natur- und Artenschutz gehören seither zu den wichtigsten Aufgaben des Verbandes.
Der ZZF ist Herausgeber der Verbandsmagazins Zoologischer Zentral Anzeiger (zza) und Veranstalter der größten internationalen Heimtiermesse Interzoo und war Veranstalter der Deutschen Zoofachmesse.
Ein Meilenstein in der Förderung der Aus- und Weiterbildung ist ein zur Interzoo 2008 erschienenes Werk (siehe Literatur). Es wird fortgesetzt werden und weitere Ergänzungen sowie Nachlieferungen sind geplant.

## Heimtier des Jahres
Anlässlich seines 75-jährigen Bestehens, begann der ZZF im Jahr 2023 jeweils ein „Heimtier des Jahres“ zu benennen.
| Jahr | Tier              | Bild | Begründung/ Sonstiges |
| ---- | ----------------- | ---- | --- |
| 2023 | Bartagamen        |      | Mit der Wahl wollte der ZZF auf neue wissenschaftliche Erkenntnisse zu den Bedürfnissen der kleinen „Drachen“ aufmerksam machen. |
| 2024 | Zebraharnischwels |      | Dieser beliebte Zierfisch ist in seinem brasilianischen Herkunftsgebiet vom Aussterben bedroht und wurde ins Washingtoner Artenschutzübereinkommen aufgenommen. Mit nachgezüchteten Exemplaren darf (unter Auflagen) weiterhin gehandelt werden. |
| 2025 | Farbratte         |      | Die Begründung für die Wahl ist unter anderem, dass die passenden Haltungsbedingungen, für die neugierigen und lernfähigen Tiere, oft unterschätzt werden.                                                                                       |